# Ivar Giæver
Ivar Giæver, född 5 april 1929 i Bergen i Norge, död 20 juni 2025 i Schenectady i USA, var en norsk-amerikansk fysiker och nobelpristagare.
Ivar Giæver och japanen Leo Esaki tilldelades halva prissumman av Nobelpriset i fysik 1973
"för deras experimentella upptäckter rörande tunnelfenomenet i halvledare, respektive supraledare". Den andra halvan tilldelades engelsmannen Brian Josephson.
Giæver var ledamot av Institute of Electrical and Electronics Engineers (IEEE). Han invaldes 1986 som utländsk ledamot av svenska Kungliga Ingenjörsvetenskapsakademien.
Giæver var vetenskaplig rådgivare till den amerikanska klimatskeptiska tankesmedjan The Heartland Institute. Den 13 september 2011 lämnade Giæver American Physical Society på grund av dess ståndpunkt i klimatfrågan.